# Aulacus brasiliensis
Aulacus brasiliensis är en stekelart som först beskrevs av Gyöö Viktor Szépligeti 1903.  Aulacus brasiliensis ingår i släktet Aulacus och familjen vedlarvsteklar. Inga underarter finns listade.